# St. Moritz (Löhma)

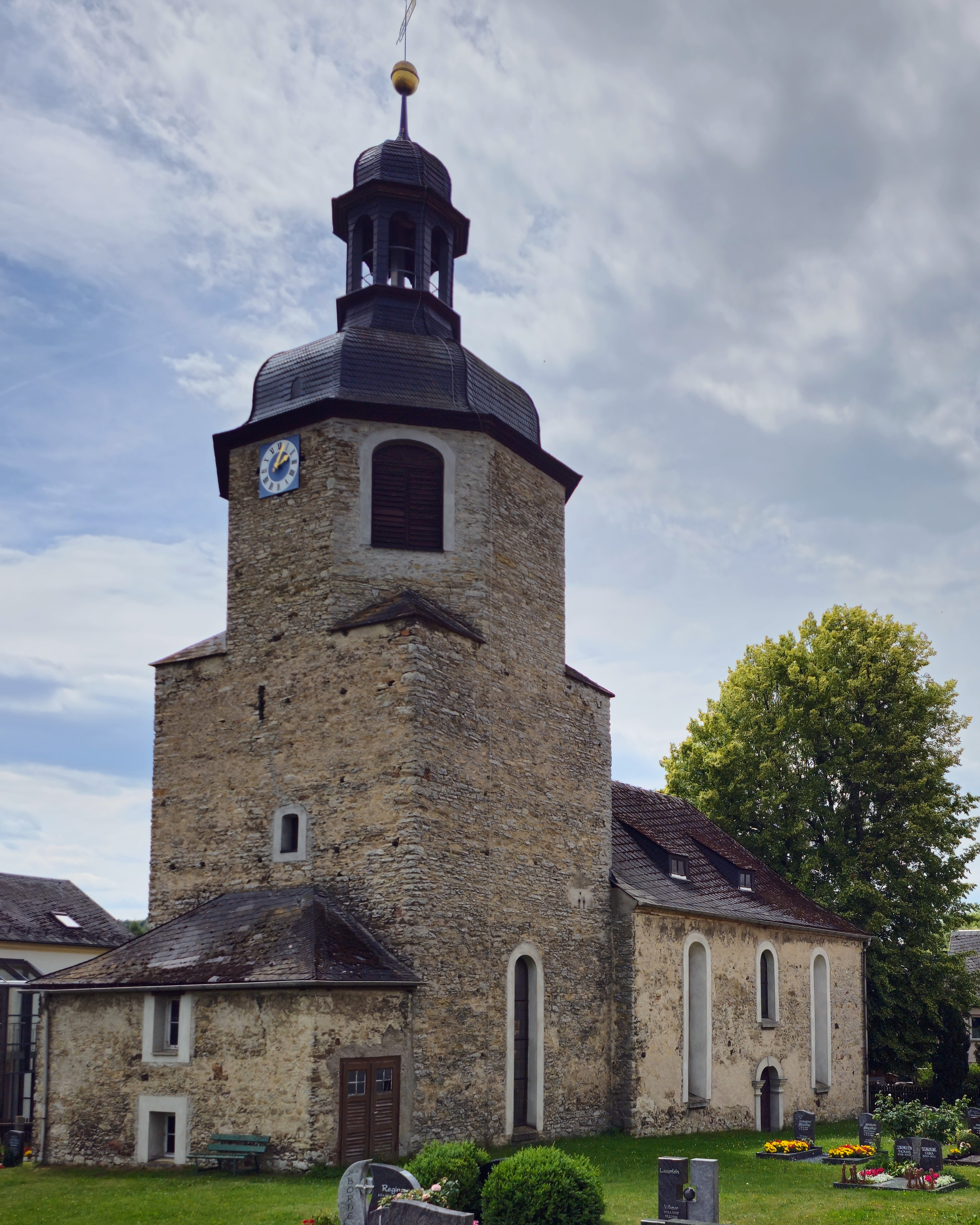
St. Moritz Löhma

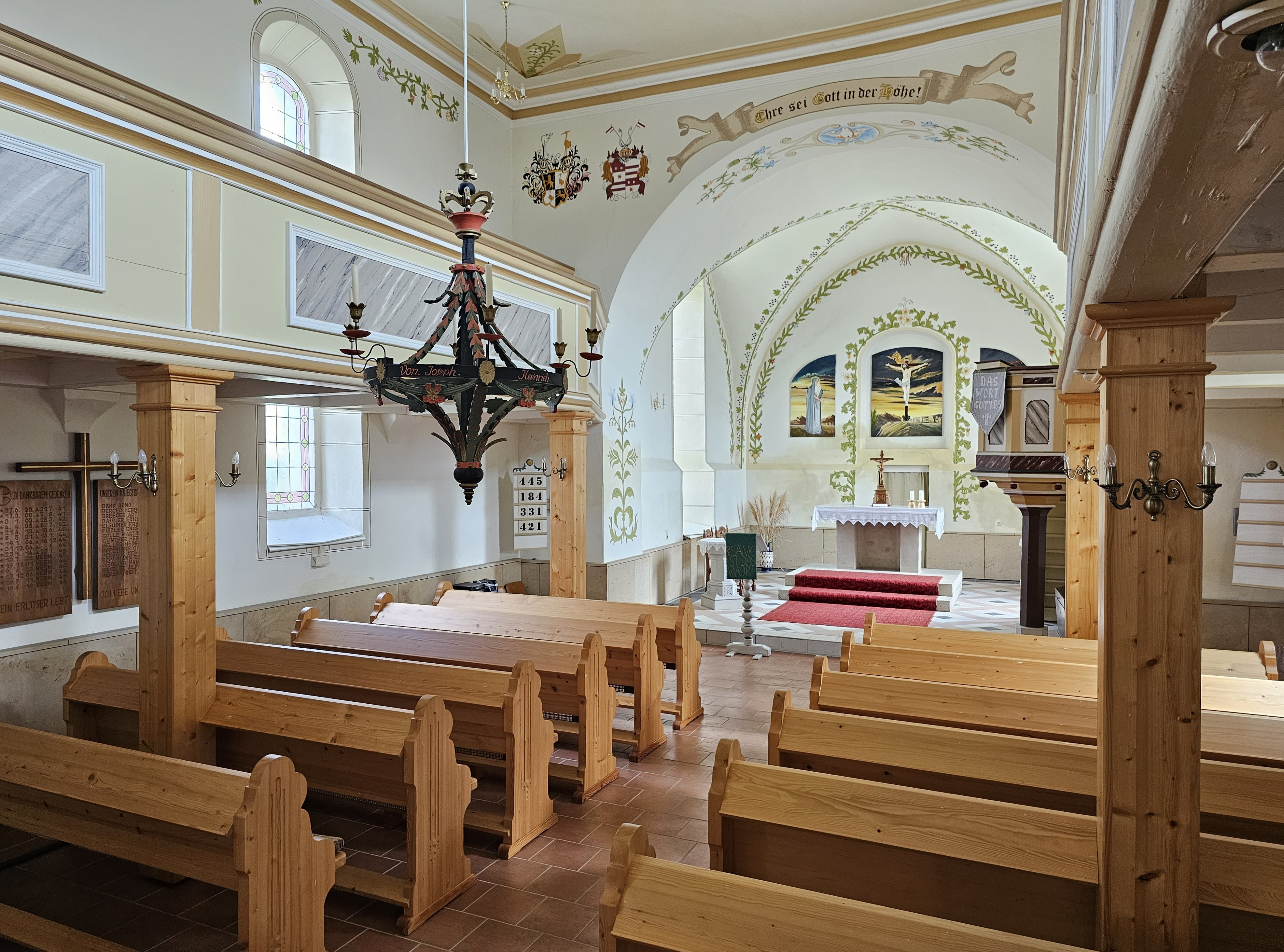
Innenraum (2023)

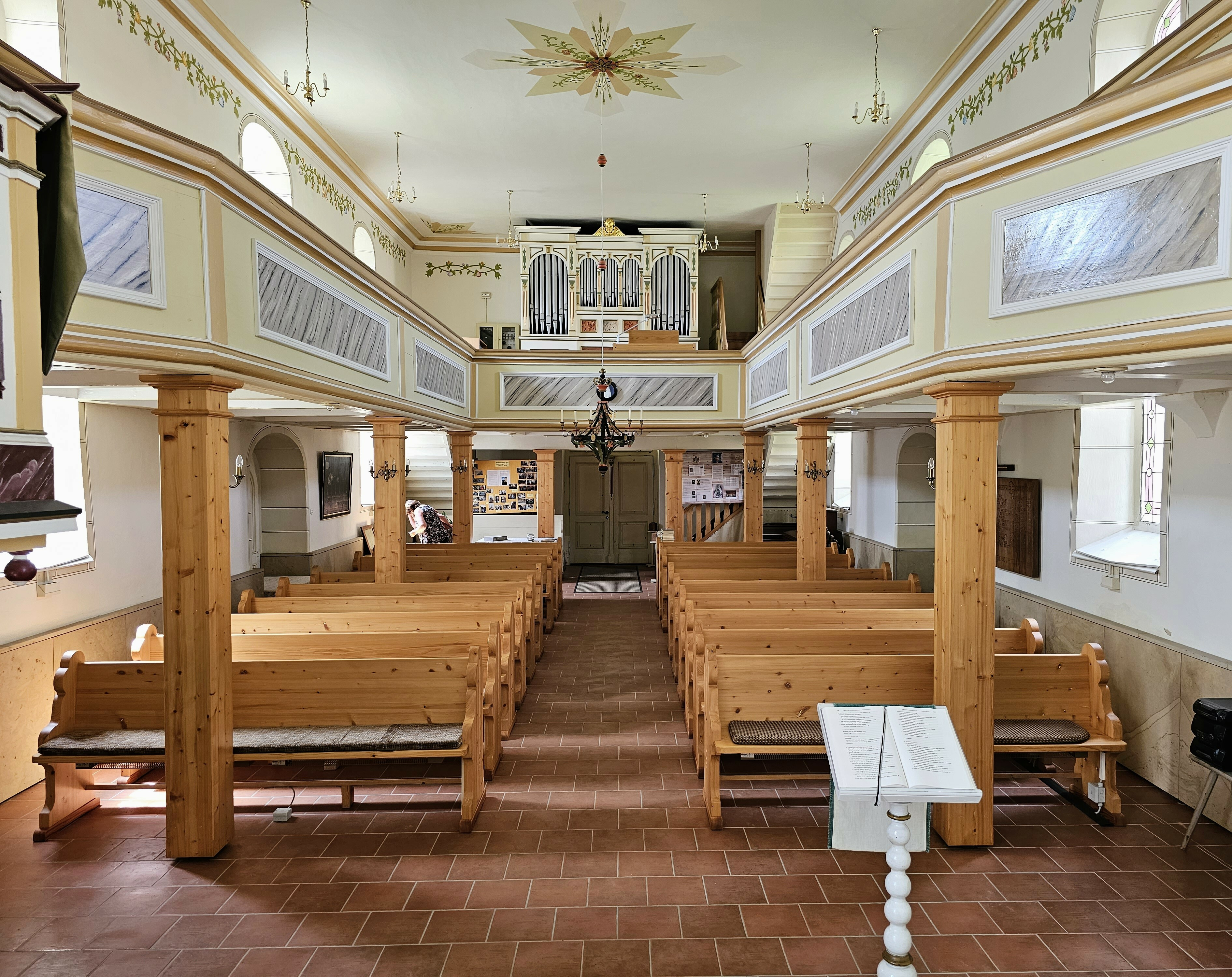
Blick zur Orgel

Die evangelisch-lutherische Kirche St. Moritz, ehemals St. Jakob, steht in Löhma, einer Gemeinde in der Verwaltungsgemeinschaft Seenplatte im thüringischen Saale-Orla-Kreis. Die Kirchengemeinde Löhma gehört zum Pfarrbereich Oettersdorf-Neundorf im Kirchenkreis Schleiz der Evangelischen Kirche in Mitteldeutschland.

## Beschreibung
Der Deutsche Orden gründete bald nach 1240 die erste Kapelle, die 1371 ein Ablassprivileg erhielt und 1451 Stiftung wurde. Anstelle des mittelalterlichen Vorgängerbaus aus dem 14. Jahrhundert wurde unter Heinrich XI. von Reuß-Schleiz 1710 eine Saalkirche als einfacher Rechteckbau mit großen korbbogigen Fenstern errichtet. Im Chor gehen Teile des Mauerwerks auf den Vorgängerbau zurück. Die Sakristei im Osten wurde später angebaut. Die Kirche hat einen kräftigen quadratischen Chorturm mit einem achtseitigen Obergeschoss mit der Turmuhr und dem Glockenstuhl. Darauf sitzt eine schiefergedeckte Haube mit einer offenen Laterne, bekrönt mit einer Turmkugel. Im Glockenstuhl hängen eine kleine Bronzeglocke des späten 19. Jahrhunderts sowie zwei Gussstahlglocken von 1920. Das Kirchenschiff hat zweigeschossige Emporen aus der Bauzeit. Der Chor ist mit einem Kreuzgratgewölbe überspannt. Der Innenraum ist schlicht ausgestaltet. In den 1950er Jahren wurde die Kirche verändert. Der Kanzelaltar wurde entfernt und durch einen Altar mit einer Drahtplastik ersetzt, ein Kruzifix darstellend. Bei einer Renovierung hat die Drahtplastik an der Außenwand der Kirche einen neuen Platz bekommen. Der Innenraum wird von einem gemalten Kreuzigungstriptychon geprägt. An der Decke des Kirchenraumes hängt ein Radleuchter aus dem 19. Jahrhundert. Die Orgel mit 10 Registern, verteilt auf 2 Manuale und Pedal, wurde 1900 von Ernst Poppe & Sohn gebaut. Da sie zurzeit unspielbar ist, wurde der Gemeinde eine elektronische Orgel von  Johannus Orgelbouw gestiftet.